# اوبرتس‌هاوزن
شهر اوبرتس‌هاوزن (به آلمانی: Obertshausen) در ایالت هسن در کشور آلمان واقع شده‌است.

## نگارخانه

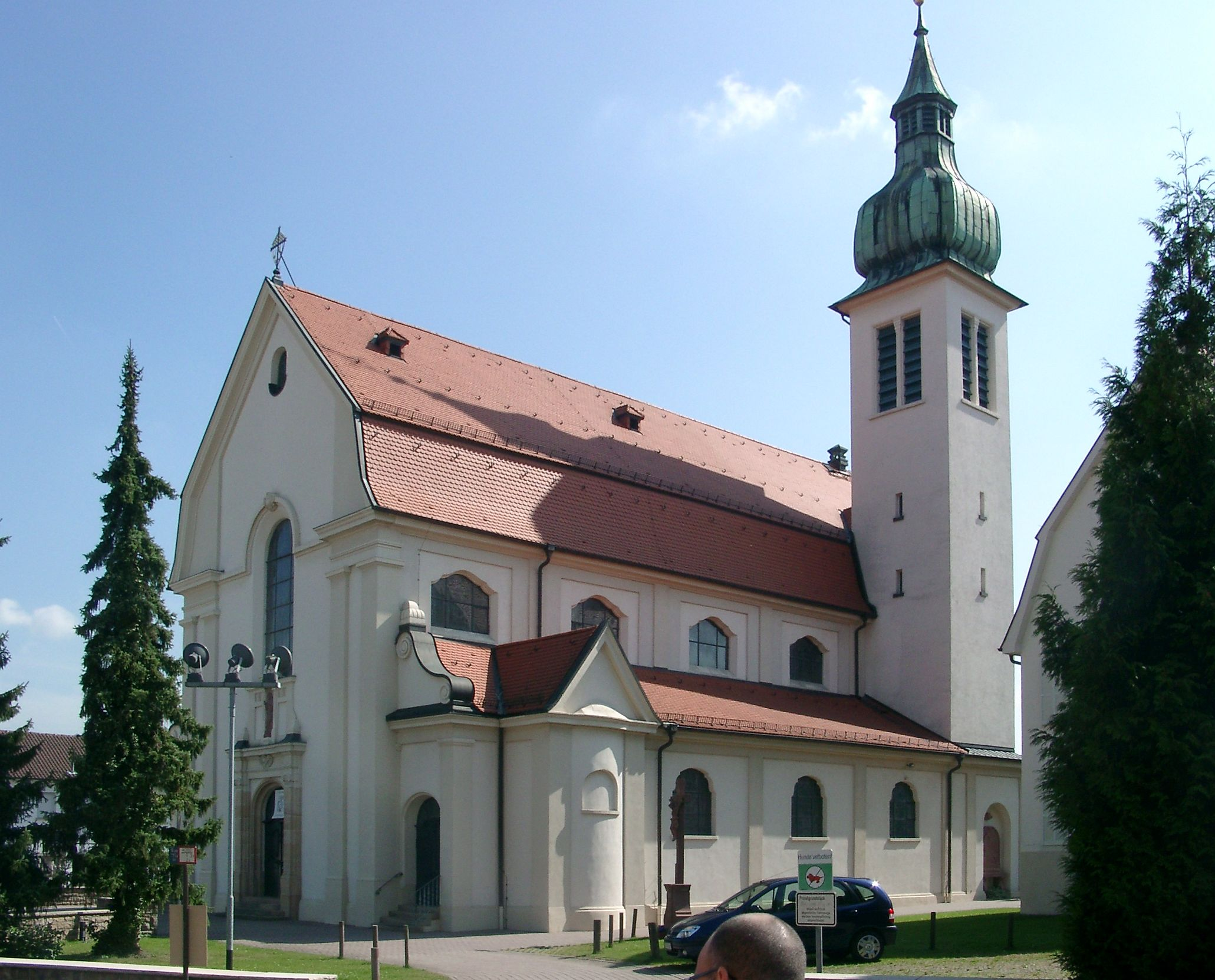
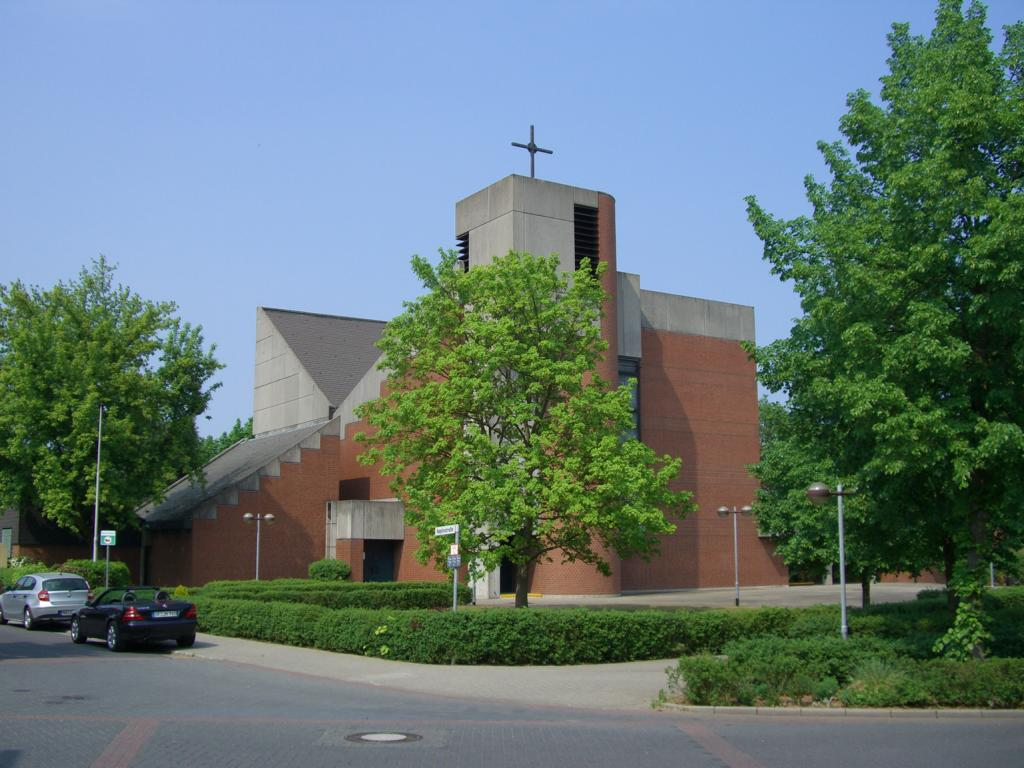
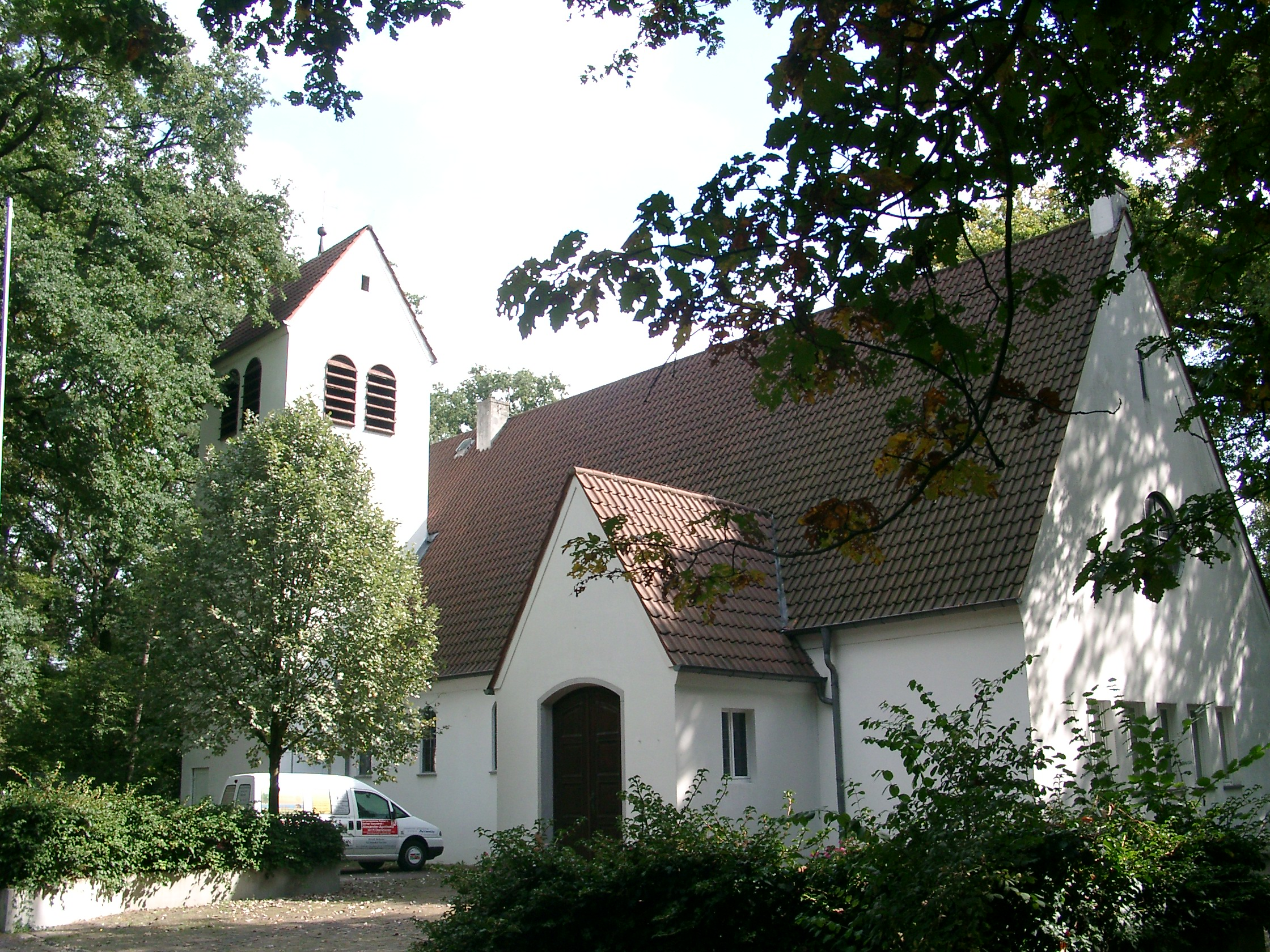
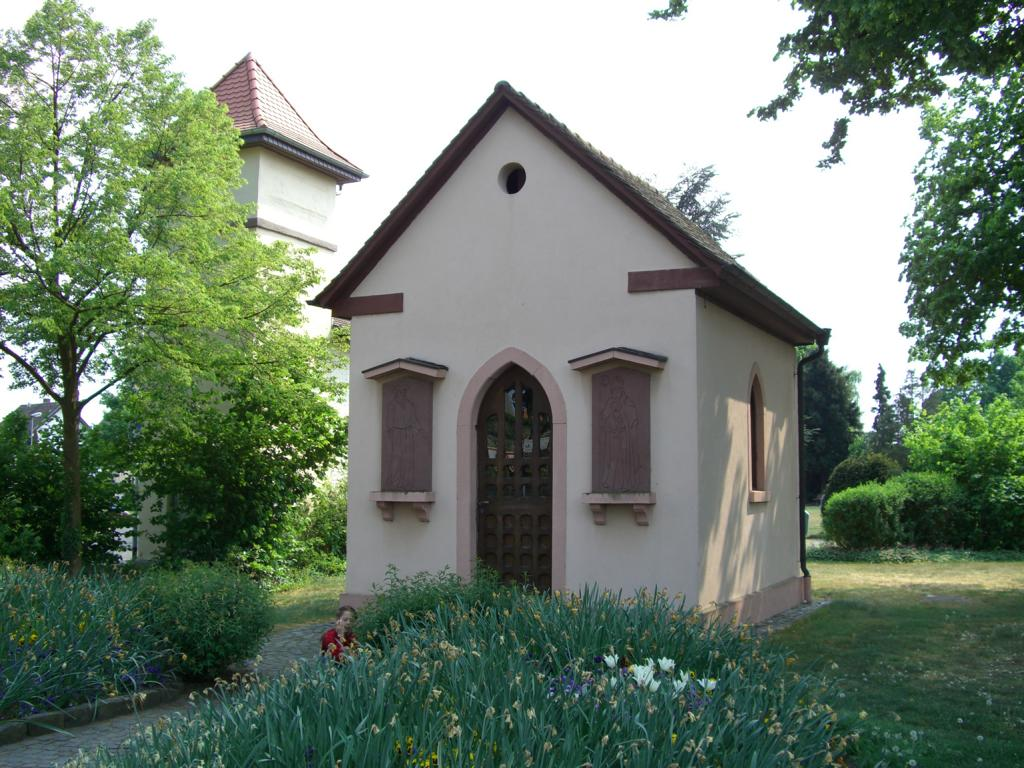